# Talamba
Die Talamba (I) war ein 1924 in Dienst gestelltes Passagierschiff der britischen Reederei British India Steam Navigation Company, das Passagiere und Fracht zwischen verschiedenen Häfen in Indien und Japan transportierte. Im Zweiten Weltkrieg diente die Talamba als Hospitalschiff und erhielt die taktische Kennung 43, bis sie am 10. Juli 1943 bei Sizilien bei einem deutschen Luftangriff versenkt wurde.

## Das Schiff
Das 8.018 BRT große, aus Stahl gebaute Dampfschiff Talamba wurde bei Hawthorn, Leslie & Company in der englischen Stadt Hebburn am Tyne gebaut und lief am 16. Juli 1924 vom Stapel. Am 2. Oktober 1924 wurde das 137,4 Meter lange und 18,4 Meter breite Schiff fertiggestellt. Die Talamba hatte drei Schornsteine, zwei Masten und zwei Propeller und wurde von zwei vierzylindrigen Dreifachexpansions-Dampfmaschinen angetrieben. Die Höchstgeschwindigkeit lag bei 16 Knoten. Sie war das zuletzt fertiggestellte von drei Schwesterschiffen. Die anderen beiden waren die Tairea (I) (7.934 BRT) und die Takliwa (7.936 BRT), die beide in Glasgow registriert waren, während die Talamba in London registriert wurde. Sie war ein Dreiklassenschiff (56 Erste Klasse, 72 Zweite Klasse, 2.777 Dritte Klasse). Die Besatzung bestand aus 175 Personen.
Die drei Schwesterschiffe waren die einzigen in der Geschichte der British India Steam Navigation Company, die drei Schornsteine hatten, wobei der letzte nur eine Attrappe war. Dies sollte die Kundschaft beeindrucken.
Das Schiff wurde 1924 für den Dienst nach Kalkutta und Japan in Dienst gestellt, der von Apcar & Co. betrieben wurde, die 1912 in die British India Steam Navigation Company integriert worden war. Auf einer Fahrt nach Singapur im Jahr 1926 musste ihr der Leichte Kreuzer Carlisle zu Hilfe kommen, als chinesische Deportierte die Kommandobrücke zu stürmen versuchten. Sie war eines von 27 Schiffen, die am 2. September 1937 in einem Taifun in Hongkong im Lei Yue Mun-Kanal auf Grund liefen. 1939 beförderte sie Truppen von Indien nach Großbritannien und wurde im selben Jahr der Liner Division zugeführt.
Ab 1941 wurde die Talamba als Hospitalschiff mit 485 Betten und einem 110-köpfigen Personal genutzt. Am 15. Januar 1941 nahm sie an der Evakuierung von Singapur teil und wurde danach in Colombo und im Mittelmeer eingesetzt. Sie half außerdem bei der Rettung der Überlebenden der britischen Schlachtschiffe Repulse und Prince of Wales, die am 10. Dezember 1941 bei Kuantan von japanischen Flugzeugen versenkt wurden.
Am 10. Juli 1943 fiel die Talamba selbst einem Luftangriff zum Opfer. Sie wurde von einem deutschen Jagdbomber angegriffen, als sie gerade Soldaten an Bord nahm, die bei der alliierten Landung auf Sizilien (Operation Husky) verletzt worden waren. Das Schiff sank auf der Position 36° 55′ N, 15° 13′ O, aber vorher konnten alle Verwundeten und das Krankenpersonal von anderen Schiffen aufgenommen werde, darunter das Schwesterschiff Tairea und der Truppentransporter Bergensfjord. Fünf Maschinisten kamen bei dem Angriff ums Leben.